# Янтра (кораб)
Вижте пояснителната страница за други значения на Янтра.
Моторен кораб „Янтра“ е плавателен съд тип влекач, който се използва от Изпълнителна агенция „Проучване и поддържане на река Дунав“. Построен е през 1970 г. в ККЗ „Илия Бояджиев“, Бургас.
Максималната дължина на кораба е 24,00 m, максимална ширина – 6,60 m, максимална височина – 7,40 m и максимално газене – 1,17 m.